# Behind the Door (film)
Behind the Door er en amerikansk stumfilm fra 1919 af Irvin Willat.

## Medvirkende
| Skuespiller     | Rolle         |
| --------------- | ------------- |
| Hobart Bosworth | Oscar Krug    |
| Jane Novak      | Alice Morse   |
| Wallace Beery   | Brandt        |
| James Gordon    | Bill Tavish   |
| Dick Wain       | McQuestion    |
| J. P. Lockney   | Matthew Morse |
| Gibson Gowland  | Gideon Blank  |
| Otto Hoffman    | Mark Arnold   |
| Tom Ashton      |               |